# 4164 Shilov
4164 Shilov è un asteroide della fascia principale. Scoperto nel 1969, presenta un'orbita caratterizzata da un semiasse maggiore pari a 2,6351648 UA e da un'eccentricità di 0,1503981, inclinata di 12,83310° rispetto all'eclittica.